# Планетариум с народна астрономическа обсерватория
Планетариумът с астрономическа обсерватория в Смолян е най-големият планетариум в България. Отваря врати на 6 септември 1975 г. и оттогава е посетен от над 2 500 000 души.

## Популяризаторска дейност
За популяризиране на астрономическите знания, в звездната зала на Планетариума се представят повече от 50 програми (сеанси). Сред тях са: програми-приказки за най-малките деца, много учебни сеанси, обзорни и тематични за широката аудитория. На чуждестранните гости на Планетариума се предлагат програми на чужди езици: руски, френски, немски, английски, гръцки, турски. Цикъл от специални програми – музикални и поетични – допълват многообразието от звездни спектакли.

## Образователна дейност
Планетариумът работи с ученици от всички форми на българското училище, а така също и с деца от предучилищна възраст. В Планетариума са разработени много учебни програми, свързани с изучавания в училище материал по астрономия, физика, география. Освен това целогодишно към Планетариума работят групи ученици от всички възрасти, със засилен интерес към астрономията. Те са организирани в Младежки Астрономически Клуб (МАК). Всяко лято за членовете на МАК се провеждат наблюдателни лагер-школи: в Планетариума – за началния и средния курс, и на територията на Националната астрономическа обсерватория – за горния курс. Младежкият астрономически клуб наблюдава визуално и фотографически астрономични явления като: лунни и слънчеви затъмнения, съединения, пасажи, метеори, слънчева активност.
Планетариумът работи и със студенти по физика и география, а така също и с учители по физика и астрономия от региона. За тях са разработени много методични материали и се организират практически семинари.

## Изследователска дейност
Изследователската дейност е в зависимост от наличната материална база. Повече от 20 години тук се извършва ежедневен слънчев патрул. Правят се зарисовки и фотографии на слънчевите петна – единствената видима проява на активността на Слънцето. От 1990 г. Планетариумът работи в сътрудничество със „Sunspot Index Data Center“ в Брюксел. Всеки месец там се изпращат наблюденията на слънчевите петна.
Планетариумът работи активно и по визуалното и фотографично документиране на всички лунни и слънчеви затъмнения и други интересни астрономични явления, видими от територията на България. От 1975 г. в Планетариума са заснети 7 слънчеви и 15 лунни затъмнения. Някои от фотографиите са уникални за България.
Събран е значителен брой архивни материали. Специалистите при Планетариума изучават астрономическите представи на възрастното население от Родопския регион. По време на своето повече от 30-годишно съществуване Планетариумът в Смолян се утвърди със своя собствен специфичен стил на работа и спечели признание в България и в чужбина.
От 1 януари 1995 г. Планетариумът е член на Планетарната Общност със седалище Пасадена, Калифорния, САЩ – една от най-големите неправителствени организации за космически изследвания в света, а от 2005 г. е сред 100-те национални туристически обекта, под номер 83.

## Оборудване
„Сърцето“ на Планетариума е кръглата звездна зала с куполообразен таван, диаметър 15 м и 150 места. В центъра и е разположен основният проектор – планетариум за космически полети (RFP), произведен в заводи Карл Цайс – Йена, Германия, който създава изкуствено звездно небе, точно копие на истинското. Уредът е една съвършена съвкупност от оптика и механика, която позволява точното възпроизвеждане на движенията на небесната сфера, Слънцето, Луната и планетите в Слънчевата система, различни астрономически обекти и явления.
Под 3-метровия купол на обсерваторията към Планетариума е монтиран 15-см телескоп – рефлектор, система Касегрен-Менискас 150/2250. Планетариумът разполага и с телескоп – рефлектор Celestron, модел NEXSTAR 130 SLT, 130/650 и няколко по-малки. С тези телескопи, при ясно небе, посетителите могат да наблюдават Слънцето и активните области от слънчевата фотосфера през деня; Луна, планети, двойни звезди, звездни купове, мъглявини, галактики – всяка сряда вечер.

## Звездни спектакли
Звездните спектакли в Смолянския планетариум са вече повече от 50. Техни автори и изпълнители са физиците от Планетариума. В зависимост от съдържанието, стила и аудиторията, за която са предназначени, сеансите са популярни, учебни, детски, музикални и поетични.

## Астроклуб „Сотис“
Веднага след откриването на Планетариума в Смолян през 1975 г., към него е създаден и Младежки астрономически клуб (МАК) към него. Той носи името на най-ярката звезда на нашето небе Сотис – древноегипетското име на Сириус.
Заниманията с кръжочници по астрономия започват още през 1973 г. като тогава кръжокът носи името на бележития полски учен Николай Коперник. Поради липса на сграда заниманията се извършват в Строителния техникум, в кабинета по физика. Ръководител на първите кръжоци е Т. Начева-Сбиркова, впоследствие дългогодишен директор на Планетариума. В началото поради липса на уреди е използван 6-сантиметровият рефракторен телекскоп на техникума. По същото време започва издаването на стенвестник. По-късно кръжокът се премества в Станцията на младите техници, но вече се работи с новопристигналия телескоп на Планетариума – 15-сантиметров „Касегрен“.
След официалното откриване на Планетариума кръжочните занятия започват да се провеждат в сградата му. Клубът се преименува на „Сотис“, приема свой устав и емблема. Дейността му се ръководи от квалифицирани специалисти – астрономи от Планетариума.
В клуба могат да членуват ученици от всички възрасти, интересуващи се от астрономия. През първите две години новопостъпилите членове се запознават с основите на астрономията, което включва елементи от сферичната астрономия, съзвездия, Слънчева система (планети, комети, астероиди), звезди и звездна еволюция, двойни и кратни звездни системи, звездни купове, галактики и космология. През следващата година всеки се ориентира към някоя от специализираните групи, където започва самостоятелна работа. На успешно завършилите 3-годишния курс на обучение и защитили собствен реферат по избрана тема се издава диплома за астроном-любител. Това звание притежават над 80 членове на клуба.
Всяка година Планетариумът организира за МАК „Сотис“ летни лагер-школи. Първоначално лагер-школите се провеждат в местността „Белите брези“ съвместно с астроклубове от цялата страна, а от 1981 – в района на Националната астрономическа обсерватория „Рожен“. Още със създаването на клуба започват да се организират астрономически състезания. Първоначално те се провеждат задочно, по училищата. По-късно възниква идеята за ежегодно състезание, което по-късно получава името „Какво? Къде? Кога?“ и традиционно се посвещава на началото на астрономическата пролет.